# Child Star
Child Star je devátá epizoda šesté série amerického televizního hudebního seriálu Glee a v celkovém pořadí stá sedmnáctá epizoda tohoto seriálu. Epizodu napsal Ned Martel, režíroval Michael Hitchcock a poprvé se vysílala ve Spojených státech dne 27. února 2015 na televizní stanici Fox.
Sbor New Directions je najat, aby vystupoval na baru micva. Mezitím se Mason McCarthy zamilovává do Jane Hayward, což mu ale vytvoří problémy se svou sestrou Madison a Roderick pomáhá Spencerovi Porterovi k začátku nového vztahu.

## Obsah epizody
Sue Sylvester (Jane Lynch) vede hodinu tělesné výchovy, kde jsou Spencer Porter (Marshall Williams) a Roderick (Noah Guthrie) a vyzve Rodericka, aby šplhal po laně, což on ale nedokáže. Roderick požádá Spencera o pomoc, aby mu pomohl zlepšit fyzickou kondici, což Spencer ze začátk odmítá, ale pak zjistí, že Roderick se kamarádí s Alistairem (Fineas O'Connell), do kterého je Spencer už dlouho zamilovaný. Spencer chce na Alistaira zapůsobit, a tak souhlasí, že bude Rodericka trénovat. Sue požádá inspektora Boba Harrise (Christopher Cousins) o napsání doporučujícího dopisu, aby se mohla zúčastnit soutěže Cena pro ředitele roku. Harris na oplátku požádá Sue, aby mu pomohla s jeho synovcem Myronem Muskovitzem (J. J. Totah), který se připravuje na bar micva, kde chce vystupovat. Myron předvádí před New Directions své plánované vystoupení a ukáže se, že je velmi talentovaný, ale velice tvrdě zkritizuje své doprovodné tanečnice, začne se chovat velice povýšeně a vyhodí všechny tanečnice. Myron sdělí Sue, že chce použít školní sál pro svou oslavu a jako vystupující chce New Directions. Sue ihned souhlasí, pprotože nechce inspektora Harrise zklamat. Mason McCarthy (Billy Lewis Jr.) začne flirtovat s Jane Hayward (Samantha Marie Ware), ale jakékoliv slibné pokusy ihned přeruší jeho sestra Madison (Laura Dreyfuss). Mason přizná Roderickovi a Spencerovi, že Madison se k němu chovala jako matka a že od nich potřebuje, aby Madison rozptýlili. Rachel Berry (Lea Michele) a Will Schuester (Matthew Morrison) diskutují ohledně výběru písní pro bar micva a Will vyzývá Rachel, aby se více zajímala o členy sboru. Trenér Sheldon Beiste (Dot-Marie Jones), Sam Evans (Chord Overstreet), Rachel a Will se setkávají se Sue, jež má problém s odpovídáním a organizováním všeho pro Myrona, Sue jim řekne, že jsou donuceni stát se Myronovými doprovodnými tanečníky, zatímco Kitty Wilde (Becca Tobin) není nadšená, že bude muset vystupovat pro toto rozmazlené dítě. Spencer se snaží Rodericka trénovat, ale jeho metody jsou velice agresivní a Roderick odchází. Mason přesvědčuje Jane, aby si s ním na baru micva zazpívala, ale když o tom řekne Madison, tak ta přehnaně reaguje a přede všemi ho zesměšní. Později se Roderick a Spencer pohádají v místnosti sboru.
Při baru micva zpívá Mason píseň, která donutí Madison uvědomit si, že je dospělejší, než si uvědomovala a souhlasí, že mu nechá prostor, který potřebuje. Myron uvízne uvnitř boxu, který ho měl dopravit na jeviště a Spencer povzbudí Rodericka, aby vyšplhal po laně a uvolnil box, což se mu podaří a Myron je zachráněn. Když Will trénuje s Rachel, Sheldonem a Sue, tak Sue ztrácí trpělivost a Willa fyzicky napadne. Alistair se setkává se Spencerem a omlouvá se mu, že ho zpočátku ignoroval. Když Alistair řekne, že Roderick je dal dohromady, vede je to k polibku a Alistair souhlasí, že se přidá k New Directions. Po úspěšném baru micva, Sue řekne Willovi a Rachel, že Myron byl díky svému strýčkovi přeložen na jejich střední školu. Myron se přidává k New Directions a rychle se pomocí podplácení spřátelí s Kitty. Sue sama sobě přísahá, že udělá vše, co bude třeba, aby zničila Willa, Rachel a i celý zbytek New Directions.

## Seznam písní
- „Lose My Breath“
- „Friday I'm in Love“
- „I Want to Break Free“
- „Uptown Funk“
- „Break Free“
- „Cool Kids“

## Hrají
| Chris Colfer     | Kurt Hummel             |
| Darren Criss     | Blaine Anderson         |
| Dot Jones        | trenérka Shannon Beiste |
| Jane Lynch       | Sue Sylvester           |
| Kevin McHale     | Artie Abrams            |
| Lea Michele      | Rachel Berry            |
| Matthew Morrison | William Schuester       |
| Amber Riley      | Mercedes Jones          |
| Chord Overstreet | Sam Evans               |